# Ciacco
Ciacco è un personaggio letterario della Divina Commedia di Dante Alighieri, citato nell'Inferno tra i golosi (VI, vv. 34-75) e anche da Giovanni Boccaccio in Biondello e Ciacco, una novella del Decameron di cui è protagonista. La sua figura non è ancora stata individuata storicamente.
Voi cittadini mi chiamaste Ciacco: così questo personaggio si presenta a Dante e Virgilio nel VI canto. Ciacco è un sostantivo al quale si attribuiva normalmente il significato di "porco"; ma Ciacco era semplicemente da intendere come il diminutivo dei nomi Jacopo e Giacomo.
Non sappiamo quale dei due significati abbia voluto intendere Dante, ma è probabile che intendesse entrambe le interpretazioni come valide.

## Ciacco nell'Inferno di Dante
Si presenta in questo modo ai viandanti:
per la dannosa colpa de la gola,

come tu vedi, a la pioggia mi fiacco.»
(Inferno VI, 52-54)
Lascia spazio a numerose interpretazioni, come ad esempio quella di Francesco da Buti, uno dei più antichi commentatori della Commedia, che suggerisce una natura dispregiativa di questo nome: "Ciacco dicono alquanti che è nome di porco, onde costui era così chiamato per la golosità sua". In realtà l'uso della parola Ciacco come sinonimo di porco non è documentata prima del testo dantesco. Dalle parole di Dante sappiamo solo che egli era ancora in vita quando Dante era nato, per cui si può presumere che sia un personaggio della generazione precedente a quella del poeta. Generalmente non accettata, perché senza alcun riscontro plausibile, è l'identificazione con il poeta Ciacco dell'Anguillara.
Il suo personaggio ha dei tratti grotteschi, per la sua apparizione improvvisa, per i suoi bruschi silenzi (e più non fe' parola... "Più non ti dico e più non ti rispondo") e per quel suo modo di guardare Dante storcendo gli occhi alla fine dell'episodio: forse per lo sforzo di restare seduto mentre il suo destino lo respinge in basso, forse perché riassalito dalla bestialità del suo girone, dopo aver conosciuto quei pochi minuti di lucidità, che gli erano stati concessi per parlare con Dante.

### La profezia
Ciacco pronuncia la prima profezia sulle vicende politiche di Firenze ai vv.58-75 (la seconda sarà di Brunetto Latini Inf. XV, 68). Egli risponde inizialmente in maniera molto asciutta a tre domande di Dante:
li cittadin de la città partita; /

s'alcun v'è giusto; e dimmi la cagione /

per che l'ha tanta discordia assalita»
(VI, 59-63)
Esse significano: 1."A cosa arriveranno i cittadini della città divisa (partita)? 2.Vi è alcuno giusto? 3.Qual è la ragione di tanta discordia?"
Ciacco risponde con ordine:

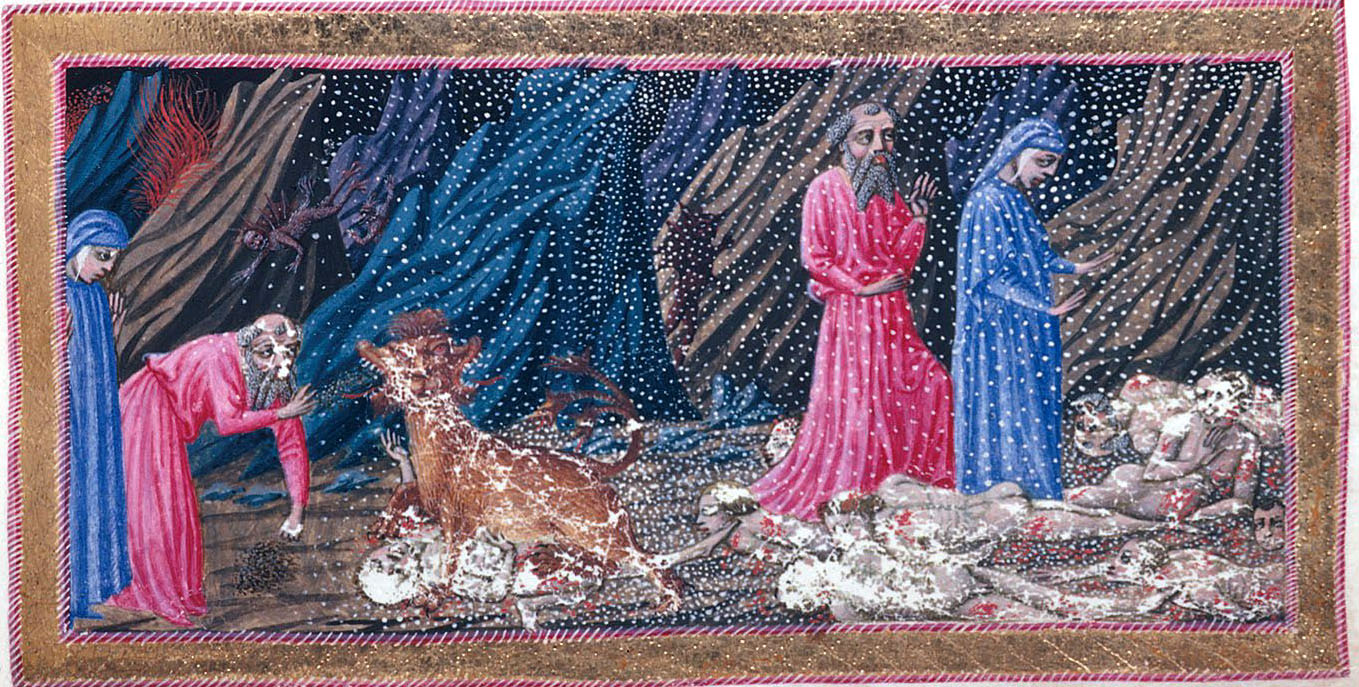
Il terzo cerchio, illustrazione del manoscritto della British Library, Priamo della Quercia (XV secolo)

verranno al sangue, e la parte selvaggia /

caccerà l'altra con molta offensione. /

Poi appresso convien che questa caggia /

infra tre soli, e che l'altra sormonti /

con la forza di tal che testé piaggia. /

Alte terrà lungo tempo le fronti, /

tenendo l'altra sotto gravi pesi, /

come che di ciò pianga o che n'aonti. /

Giusti son due, e non vi sono intesi; /

superbia, invidia e avarizia sono /

le tre faville c' hanno i cuori accesi".»
(64-75)
1. "Essi arriveranno al sangue": egli si riferisce alle lotte tra guelfi bianchi e neri a Firenze. Per Calendimaggio (1º maggio) del 1300, poco dopo la data immaginaria del viaggio di Dante (Pasqua 1300), si ebbe infatti una zuffa tra Cerchi e Donati dove Ricoverino dei Cerchi ebbe il naso tagliato di netto. "E la parte campagnola (i Cerchi provenivano dal contado) caccerà l'altra con molto danno": dopo la scoperta della cosiddetta congiura di Santa Trinita dei Neri essi furono scacciati dalla città. "Poi accadrà che questa parte (quella selvaggia) cada entro tre anni e l'altra cresca in potenza grazie alla forza di colui che ora si tiene in bilico": nel 1302 i Neri ebbero la rivincita grazie all'intervento di Carlo di Valois, mandato da Bonifacio VIII, il papa (colui che testé piaggia) che nel 1300 ancora temporeggiava senza schierarsi (è il primo accenno nella Divina Commedia al papa nemico di Dante). Questa fazione terrà l'egemonia e schiaccerà l'altra, per quanto essa pianga e si sdegni (come che di ciò pianga o che n'aonti). Caggia, sormonti e piaggia sono tre termini che indicano il salire e lo scendere dei piatti di una bilancia.
2. "Ci sono due persone giuste e nessuno le ascolta": non è chiaro se si riferisca a due vere persone o se sia solo un modo per dire che sono pochissimi. È stata notata l'eco di un passo del Tresor e dell'episodio della Genesi dove Abramo, cercando di salvare una città corrotta dalla distruzione, fa un patto con Dio, cercando almeno cinquanta uomini "giusti"; alla fine, nonostante lo sconto a dieci, egli non riesce a trovare nessuno tranne Lot e le sue figlie.
3. "La superbia, l'invidia e l'avarizia sono le tre cause della discordia a Firenze": accusa che Dante farà ripetere anche a Brunetto Latini.

Dopo queste parole Ciacco torna muto ed è Dante che deve sollecitare un'altra richiesta: "Qual è la sorte di un gruppo di Fiorentini illustri della passata generazione, «ch'a ben far puose li 'ngegni» (Inf. VI, 81)? Essi sono Farinata degli Uberti, Arrigo, non più nominato nella Commedia, Mosca dei Lamberti, Tegghiaio Aldobrandi, Jacopo Rusticucci. Ciacco dice che essi sono tra le anime più nere e che si trovano nei cerchi inferiori dell'Inferno. Qui avviene un'altra tappa del processo di conversione del poeta: dopo aver visto che anche gli effetti della poesia amorosa, al quale aveva aderito in gioventù, possono portare alla dannazione, con l'episodio di Paolo e Francesca, adesso il poeta scopre che anche il valore politico in vita non garantisce la salvezza divina.
Il fatto che Ciacco non citi Dante del suo esilio ha fatto pensare ad alcuni (in particolare a Boccaccio) che queste prime cantiche dell'Inferno fossero state scritte verso il 1301, prima cioè che il poeta venisse a sapere della sua condanna. In realtà queste intuizioni si basano su indizi molto flebili (lo stesso Ciacco cita avvenimenti del 1302 e dice come l'egemonia dei Neri sarà lunga), e oggi si è propensi a pensare che il poeta volesse semplicemente sviluppare gradualmente il tema politico e quello delle profezie, lasciando per più tardi il vaticinio del suo esilio, pronunciato da Farinata degli Uberti nel X canto.

## Ciacco in Boccaccio
Boccaccio pure citò Ciacco nelle Esposizioni, parlando del suo carattere:
Fu costui uomo non del tutto di corte; ma, per ciò che poco avea da spendere ed erasi, come egli stesso dice, dato del tutto al vizio della gola, era morditore e le sue usanze erano sempre co' gentili uomini e ricchi, e massimamente con quelli che splendidamente e dilicatamente mangiavano e beveano, da' quali se chiamato era a mangiare, v'andava, e similmente, se invitato non era, esso medesimo s'invitava, ed era per questo vizio notissimo uomo a tutti i Fiorentini. Senza che, fuor di questo, egli era costumato uomo, secondo la sua condizione, ed eloquente e affabile e di buon sentimento; per le quali cose era assai volentieri da qualunque uomo ricevuto.

(Esposizioni, VI litt. 25)
Giovanni Boccaccio ne fa il protagonista della  novella ottava della nona giornata del Decameron descrivendolo come «uomo ghiottissimo quanto alcun altro fosse giammai... per altro assai costumato e tutto pieno di belli e piacevoli motti» confermando questa opinione nelle sue Esposizioni sopra la Commedia senza però rendere mai noto il vero nome di questo personaggio. È difficile dire se Boccaccio attingesse a fonti attendibili, ma questo nome non è mai stato trovato prima di Dante in letteratura. Anche nelle novelle del Boccaccio non è possibile capire se il nome "Ciacco" fosse destinato a indicare il dispregiativo di "porco" oppure l'abbreviazione dei nomi Jacopo e Giacomo.